# Brjanskfronten
Brjanskfronten var en front i Röda armén under andra världskriget. 

## Framför Moskva

### Organisation
Frontens organisation den 1 oktober 1941:
- 3:e armén
- 13:e armén
- Grupp Jermakov
- 50:e armén

## Kursk
Röda arméns Brjanskfronten och Västfronten stod mot den svaga tyska 2. Pansararmén som skulle försvara Orjolbågen och skydda 9. Arméns flank. Den 12 juli 1943 inleddes Operation Kutuzov som var den ena av de två stora motanfall som STAVKA hade planerat för så snart man hade fångat upp det inledande tyska anfallet Operation Zitadelle. Brjanskfronten anföll frontalt mot de tyska linjerna för att hindra de tyska förbanden att dra sig tillbaka, samtidigt så anföll Västfronten från den norra sidan av Orjolbågen i syfte att skära av de tyska förbanden och befria Orjol. 

### Organisation
Frontens organisation den 5 juli 1943:
- 3:e armén
- 61:a armén
- 63:e armén
- 15:e flygarmén